# Cernogor, Silistra
Cernogor (în bulgară Черногор, în română Caradârlar) este un sat în comuna Glavinița, regiunea Silistra, Dobrogea de Sud, Bulgaria. 
Între anii 1913-1940 a făcut parte din plasa Turtucaia a județului Durostor, România. Lângă localitate a mai existat o așezare (azi dispărută) ce se numea Deli-Iusuflar în timpul administrației românești.

## Demografie
Componența etnică a satului Cernogor
     Bulgari (27,66%)
     Turci (50,48%)
     Nicio identificare (21,84%)
     Altele (0%)
La recensământul din 2011, populația satului Cernogor era de 412 locuitori. Din punct de vedere etnic, majoritatea locuitorilor (50,48%) erau turci, cu o minoritate de bulgari (27,66%). Pentru 21,84% din locuitori nu este cunoscută apartenența etnică.